# جيل بورتون
جيل بورتون (بالإنجليزية: Jill Burton)‏ هي راقصة أمريكية، ولدت في 1952.